# مصرائیم
مصریام بن حام (به عبری: מִצְרַיִם / מִצְרָיִם) برادر کنعان، کوش، پوت و نوه نوح بود. پسران او لودیم، انامیم، لهابیم، نفحتوهیم، پتروسیم، کاسلوهیم و کپتور بودند. و کتاب مقدس معتقد است مصریان از نسل وی هستند 